# 山口県立安下庄高等学校
山口県立安下庄高等学校（やまぐちけんりつ あげのしょうこうとうがっこう）は、山口県大島郡周防大島町にあった公立の高等学校。

## 沿革
- 1923年4月　山口県安下庄中学校（安下庄町立）開校。
- 1933年4月　県立移管し、山口県立安下庄中学校となる。
- 1946年4月　山口県立安下庄高等学校と改称。
- 1946年5月　白木分校、沖浦分校設置。
- 1962年3月　沖浦分校閉校。
- 1984年3月　白木分校閉校。
- 2001年4月　橘・東和地域において連携型中高一貫教育開始。
- 2007年4月　山口県立久賀高等学校と統合し、山口県立周防大島高等学校開校。
- 2009年3月　閉校。

## 設置学科
- 普通科

## 著名な卒業生
- 豊田久吉（水泳選手、ロサンゼルスオリンピック金メダリスト）
- 星野哲郎（作詞家）
- 森福都（作家）
- 柳居俊学（政治家）
- 矢田部ゆか（フリーアナウンサー）